# Nikolaj Fedulov
Nikolaj Aleksandrovitj Fedulov (ryska: Николай Александрович Федулов), född 30 november 1946, i Novosokolniki i Pskov oblast i Ryska SFSR i Sovjetunionen (nu Ryssland), är en sovjetisk kanotist.
Han tog bland annat VM-brons i C-1 500 meter i samband med sprintvärldsmästerskapen i kanotsport 1973 i Tammerfors.